# Torilis
Torilis és un gènere de plantes amb flor de la família de les apiàcies (Apiaceae).

## Particularitats
Són plantes emparentades amb la pastanaga que, generalment, són molt comunes als camps abandonats i també als ermots i ambients ruderals.
Ecològicament tenen importància com a aliment de les erugues de moltes papallones.

## Taxonomia
- Torilis arvensis - pastanaga borda
- Torilis japonica - julivert bord, julivert de muntanya
- Torilis leptophylla - catxurrera menor, cospí
- Torilis nodosa - catxurrera, cadells
- Torilis scabra - catxurrera aspra